# Пам'ятки Ясинуватої
У місті Ясинувата Донецької області на обліку перебуває 13 пам'яток історії та монументального мистецтва, серед яких 3 - пам'ятники В. І. Леніну.
| № пп | Охорон. номер | Найменування пам'ятки | Місцезнаходження пам'ятки                                                                     | Рік встановлення            | Автор | Рішення                                                   |
| ---- | ------------- | --- | --------------------------------------------------------------------------------------------- | --------------------------- | ----- | --------------------------------------------------------- |
| 1.   | 2946          | Пам'ятний знак на честь Кривоноса Петра Федоровича, ініціатора стаханівського руху на транспорті, Героя Соціалістичної Праці. | станція «Ясинувата», адміністративний будинок Ясинуват-ського відділення Донецької залізниці. | 1985 р.                     | -     | 12.06.1991 р. № 210                                       |
| 2.   | 668           | Пам'ятний знак на честь творців гірничопрохідної техніки ПК-9Р.                                                               | вул. Ленінградська, 2.                                                                        | 1979 р.                     | -     | Постанова Колегії Управління культури 25.04.2003 р. № 418 |
| 3.   | 1716          | Братська могила радянських військовополонених.                                                                                | с-ще Мінеральне, позаду ДЕПО.                                                                 | 1957 р. рек. 1989 р.        | -     | 17.12.1969 р. № 724                                       |
| 4.   | 1720          | Братська могила радянських воїнів Південного фронту.                                                                          | вул. Орджонікідзе.                                                                            | 1970 — 1975 р. рек. 1985 р. | -     | 17.12.1969 р. № 724                                       |
| 5.   | 1686          | Пам'ятне місце, на якому робітничі дружини роззброїли каральні загони царських військ.                                        | вул. Орджонікідзе, будівля залізничного вокзалу.                                              | 1956 р.                     | -     | 17.12.1969 р. № 724                                       |
| 6.   | 663           | Пам'ятний знак на честь 125-річчя заснування м. Ясинувата.                                                                    | вул. Орджонікідзе, 124.                                                                       | 1997 р.                     | -     | Постанова Колегії Управління культури 25.04.2003 р. № 418 |
| 7.   | 1715          | Братська могила радянських воїнів Південного фронту.                                                                          | цвинтар.                                                                                      | 1957 р.                     | -     | 19.04.1983 р. № 280 р                                     |
| 8.   | 1717          | Братська могила радянських воїнів Південного фронту.                                                                          | цвинтар.                                                                                      | 1960 р., рек. 2000 р.       | -     | 19.04.1983 р. № 280 р                                     |
| 9.   | 1913          | Група могил радянських воїнів.                                                                                                | цвинтар.                                                                                      | 1975 р.                     | -     | 19.04.1983 р. № 280 р                                     |
| 10.  | 1722          | Пам'ятник В.І.Леніну | пл. ім. В. І. Леніна.                                                                         | 1964 р.                     | -     | 17.12.1969 р. № 724                                       |
| 11.  | 1725          | Пам'ятник В.І.Леніну | вул. Машинобудівників.                                                                        | 1964 р.                     | -     | 17.12.1969 р. № 724                                       |
| 12.  | 1723          | Пам'ятник В.І.Леніну | вул. Орджонікідзе Г. К.                                                                       | 1952 р.                     | -     | 17.12.1969 р. № 724                                       |
| 13.  | 2945          | Пам'ятний знак на честь КожухаряМ.М, послідовника стаханівсько-кривоносівського руху.                                         | станція"Ясинувата", будинок станційного клубу.                                                | 1985 р.                     | -     | 12.06.1991 р. № 210                                       |
|      |               | |                                                                                               |                             |       |                                                           |